# Berardo Eroli
Berardo Eroli (Narni, 1409 – Roma, 2 aprile 1479) è stato un cardinale e giurista italiano.

## Biografia
Era figlio di Ludovico, della famiglia Eroli di Narni.  Si laureò in giurisprudenza e probabilmente insegnò questa materia in diverse università italiane e compose consilia , decisioni rotali e il commento ai primi due libri del Codex mirabilis necnon iuris canonici. Gaspare da Verona gli riconosce competenza nel campo del diritto civile («iuris civilis cognitione») e lo descrive come una persona nota per essere rigida e severa («severus, asper, durus»), anche se, secondo lui, solo verso coloro che lo meritavano. Vespasiano da Bisticci, nel breve profilo biografico che gli dedica, sottolinea la sua integrità, particolarmente apprezzata nelle controversie legali, che per questo motivo gli erano affidate in gran numero.
Iniziò la carriera curiale con papa Niccolò V: dapprima referendario, ebbe successivamente la nomina a cappellano papale e l'ufficio di auditor causarum palatii apostolici. Il 13 novembre 1448 venne eletto alla sede vescovile di Spoleto (primo di una serie di vescovi appartenenti alla famiglia Eroli), dove rimase meno di un anno: nel 1449 infatti Niccolò V lo nominava - per la sua "laudabili vita, morum gravitate, probata fide et circumspectione  - vicario papale per la città di Roma, incarico che tenne per diversi anni (almeno fino al 1457), come testimoniano le attestazioni nei registri vaticani e le sentenze di diverso genere pronunciate in quegli anni. Nel 1451 fu anche giudice, commissario e referendario nel secondo processo per la canonizzazione di Francesca Romana. Niccolò V gli conferì inoltre alcuni benefici: nel 1451 la commenda del monastero benedettino di Colleantico nella diocesi di Spoleto e nel 1453 la commenda di quello di San Cassiano presso Narni.
Papa Callisto III, pochi mesi dopo la sua elezione al soglio pontificio, lo riconfermò come vicario in spiritualibus nella città di Roma e gli affidò, insieme con Guglielmo di Fondera, vescovo di Oloron, e con Cosimo di Monserrato, confessore del papa, l'incarico di visitatore e riformatore delle chiese e monasteri romani, maschili e femminili, di qualsiasi ordine, e anche di tutti gli altri luoghi pii , con ampi poteri di indagare e correggere abusi e mancanze, di unire chiese e monasteri e di rimuovere e sostituire parroci.
Papa Pio II lo ebbe in grande considerazione: nel 1458 lo nominò luogotenente del camerlengo e il 5 marzo 1460 lo elevò alla dignità cardinalizia con il titolo di Santa Sabina, nonostante l'opposizione dei cardinali Domenico Capranica e Prospero Colonna, secondo i quali la sua frugalità era inopportuna per la dignità cardinalizia. Pio II lo provvide di un cospicuo beneficio, la commenda dell'abbazia delle Tre Fontane di Roma.
Fu anche a capo dell'"Ufficio delle Suppliche", coordinando il lavoro dei referendari, divenuti molto più numerosi durante il pontificato di Pio II, ed ebbe altri importanti incarichi, soprattutto di carattere legale: la composizione della controversia che la Santa Sede aveva con Ferdinando I re di Napoli per la restituzione di Benevento e Terracina, insieme ad altre questioni; quella relativa al possesso del castello di Acquafranca conteso tra Foligno e Spoleto, risolto nel 1461; quella tra l'abate di Sansepolcro e il vescovo di Città di Castello nel 1461; la causa tra Spoleto e Todi. Nel 1464 fu incaricato insieme col cardinale Niccolò da Cusa – dal quale qualche mese dopo sarà designato tra i suoi esecutori testamentari –, giudice nella questione boema relativa all'eresia del re Giorgio di Podebrad e continuerà a far parte della commissione anche quando, morto il Cusano, verranno nominati al suo posto i cardinali de Carvajal e Bessarione. Alla sua competenza in questo campo fecero ricorso anche dei privati.
Dal 29 luglio 1462 al 17 giugno 1463 fu a Perugia come legato per i territori di Perugia, Todi e Città di Castello e alla fine del mandato le autorità comunali perugine gli fecero dono di una spada d'argento, recante le insegne del comune. In veste di legato si oppose al prestito di 2000 fiorini da parte degli ebrei perugini per la fondazione del Monte di pietà di Perugia.
Anche con i successivi pontefici ricoprì importanti incarichi: nel 1466 e nuovamente nel 1474 fu nominato camerario del Sacro Collegio. Sempre nel 1474 papa Sisto IV lo nominò vescovo di Sabina, avendo egli rinunciato alla diocesi di Spoleto in favore del nipote Costantino Eroli. Fu ancora più volte legato in Umbria, nel 1471 (accoglienza a Perugia del duca Borso d'Este in viaggio per Roma), nel 1474, e quindi ancora nel 1477: in tali occasioni le autorità perugine gli fecero omaggio di argenti per il valore di 300 fiorini.
Fu protettore dell'Ordine cistercense e avversò il progetto di riforma dell'abbazia di Chiaravalle, suscitando una polemica contro il duca di Milano Galeazzo Maria Sforza; la riforma venne comunque sancita il 15 agosto 1475.
Fece testamento pochi giorni prima di morire, usufruendo dell'indultum testandi, ovvero la facoltà di disporre dei propri beni personali per testamento che gli era stato concesso nel 1455 da papa Callisto III e confermato nel 1472 da papa Sisto IV.
Dopo la sua morte, il 2 aprile 1479, fu sepolto nella Basilica di San Pietro e parte del suo monumento sepolcrale, opera di Giovanni Dalmata, si trova oggi nelle Grotte Vaticane.